# Luusuansaari (ö i Rovaniemi, lat 66,62, long 26,23)
Luusuansaari är en ö i Finland. Den ligger i sjön Vikajärvi och i kommunen Rovaniemi i den ekonomiska regionen  Rovaniemi ekonomiska region  och landskapet Lappland, i den norra delen av landet, 700 km norr om huvudstaden Helsingfors. Öns area är 0,3 hektar och dess största längd är 80 meter i öst-västlig riktning.